# الهندسة المعمارية التشيكية في عصر النهضة

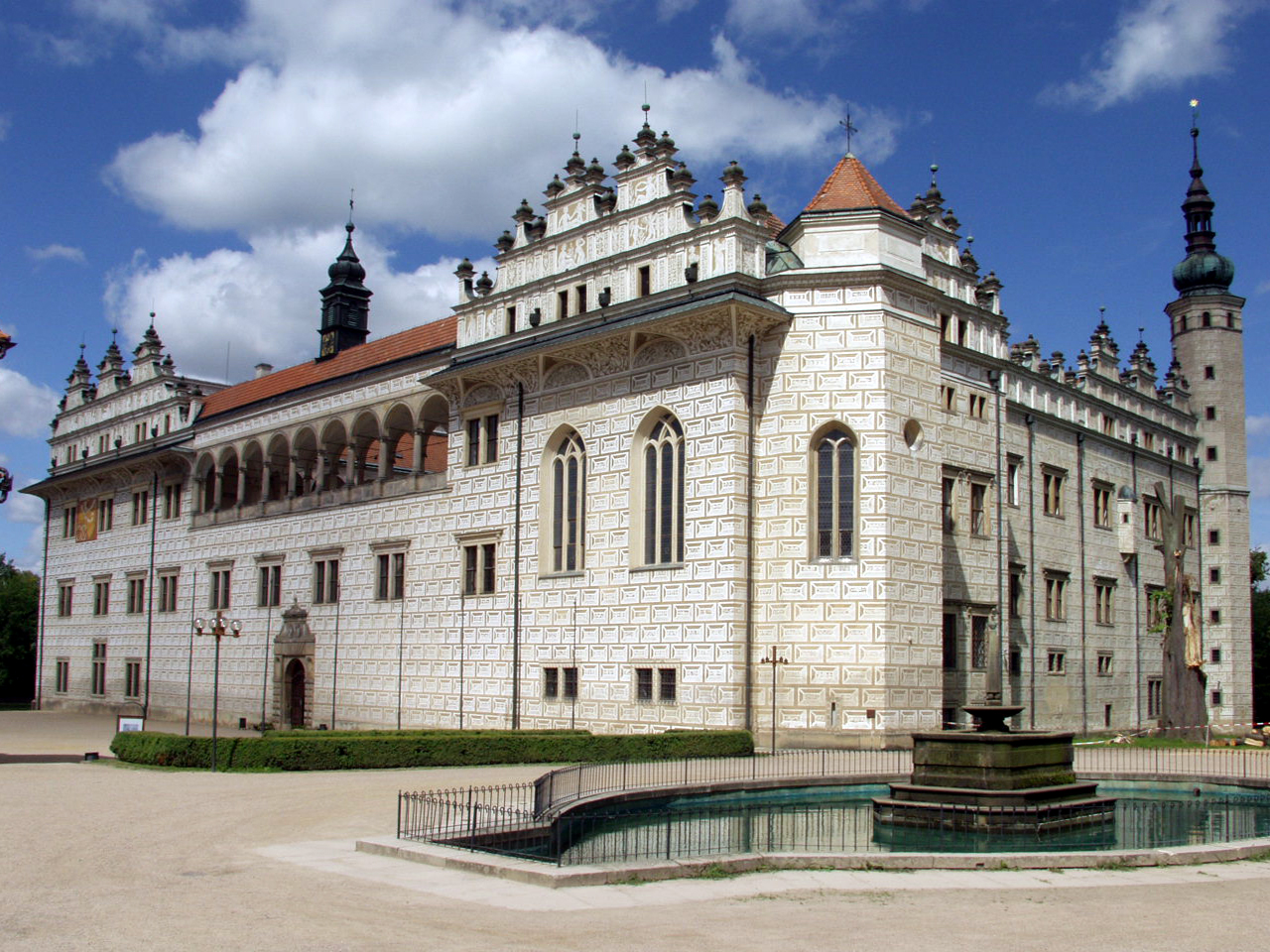
قلعة ليتوميشل التي بناها أولريكو أوستالي في 1575-1581

تشير هندسة عصر النهضة التشيكية إلى الفترة المعمارية للحقبة الحديثة المُبكرة في بوهيميا ومورافيا وسيليزيا التشيكية، والتي كانت مؤلفة من أراضي التاج البوهيمي، والتي تشكل التشيك اليوم. ازدهرت عمارة عصر النهضة في أراضي التشيك منذ أواخر القرن الخامس عشر وحتى النصف الأول من القرن السابع عشر.
استوعبت أراضي التاج البوهيمي، وكذلك أجزاء أخرى من أوروبا الوسطى، أسلوب عصر النهضة بشكل أبطأ منه في جنوب أوروبا وتأخر تطوره مقارنةً بإيطاليا. وكان السبب هو الوضع في المملكة بعد حروب الهوسيين (الحروب البوهيمية). كان الإصلاح البوهيمي غير واثقٍ من التأثيرات «البابوية» القادمة من إيطاليا واحترم القيم التقليدية المعبر عنها بالعمارة القوطية القديمة. لذلك كانت جميع النماذج الأولى لهندسة عصر النهضة التي عُثر عليها في الأراضي التشيكية ضمن المجالات الأرستقراطية الكاثوليكية أو تابعة للملك الكاثوليكي. ظهر عصر النهضة لأول مرة في المملكة التشيكية في التسعينيات من القرن التاسع عشر 1490. وبذلك دخلت بوهيميا (مع أراضيها الملحقة، خاصة مورافيا) التصنيف من ضمن مناطق الإمبراطورية الرومانية المقدسة بأقدم النماذج المعروفة لهندسة عصر النهضة.
لم تكن أراضي التاج البوهيمي جزءًا من الإمبراطورية الرومانية القديمة، وبالتالي فقد ضيَّعوا تراثهم الكلاسيكي القديم وكان عليهم الاعتماد على النماذج الإيطالية في الدرجة الأولى. حافظ الطراز القوطي في بلدان أوروبا الوسطى الأخرى على مكانته خاصةً في الهندسة المعمارية للكنيسة. اعتُبرت العمارة القوطية التقليدية صالحةً لكل الأزمنة وبالتالي فهي قادرة على التعبير عن الخلود الإلهي أو التأكيد على التقليد الطويل لمكان ما. تعايش فن عصر النهضة مع الطراز القوطي في بوهيميا ومورافيا حتى أواخر القرن السادس عشر (على سبيل المثال: بُني الجزء السكني من القصر على طراز عصر النهضة الحديث ولكن صُمِّمت الكنيسة باستخدام العناصر القوطية).
كانت واجهات مباني عصر النهضة التشيكية غالبًا مزينة بسجرافيتو (تصويري أو زخرفي). وعادةً ما تستوحى هذه الزخارف البارزة من الكتاب المقدس أو الميثولوجيا الإغريقية.

## العمارة العلمانية

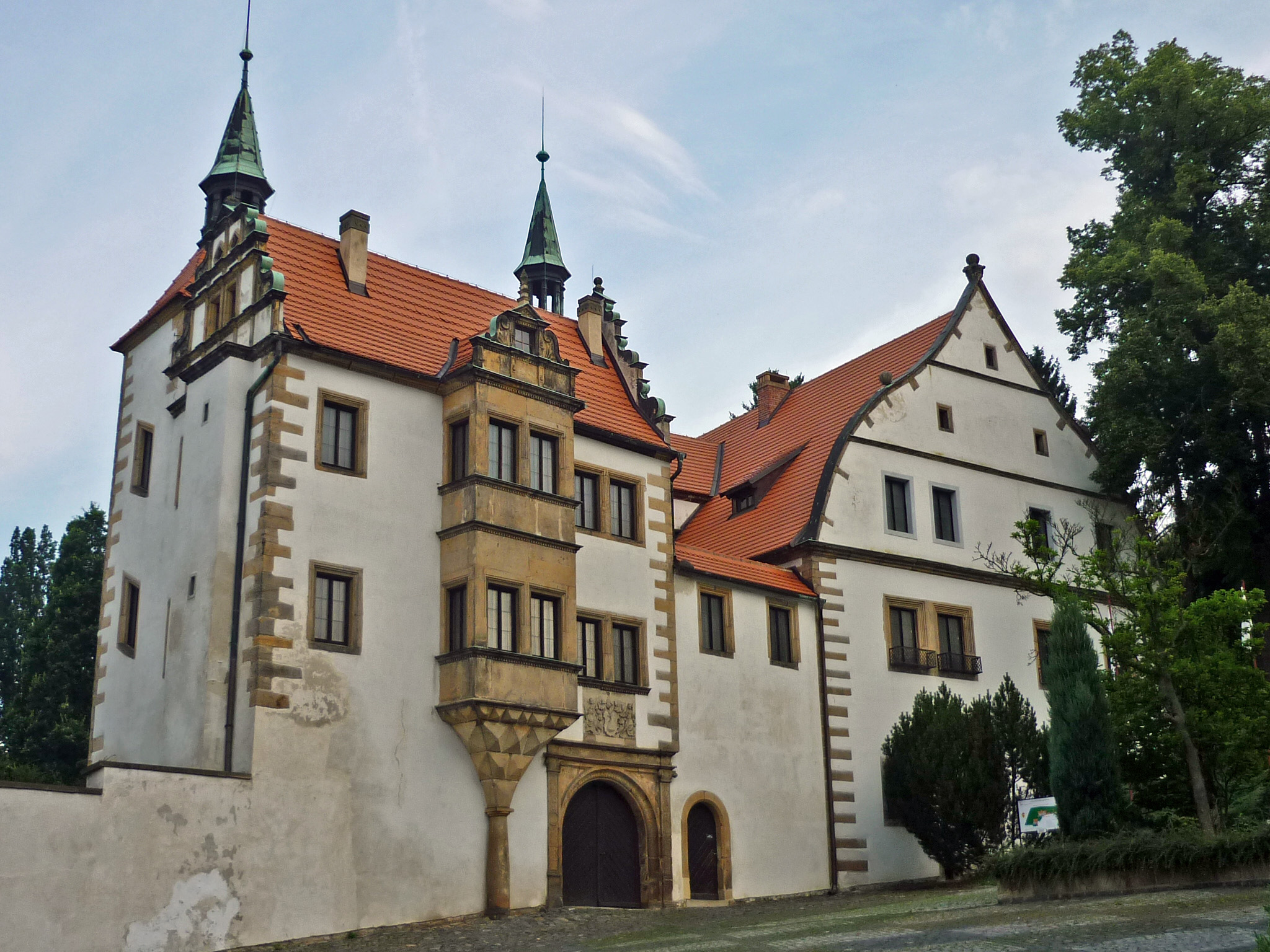
قلعة بنسن السفلى

### عصر جاجيلونيان
تعد أقدم العناصر المعروفة للهندسة المعمارية في عصر النهضة في الأراضي التشيكية هي بوابتي مساكن أرستقراطية لمورافيا في مورافسكا تيبوفا وتوفاشوف. يرجع تاريخ كلاهما إلى عام 1492. أعيد بناء القصر الملكي في قلعة براغ في الوقت نفسه، في عاصمة المملكة البوهيمية، في عهد الملك فلاديسلاف الثاني ملك المجر. أُضيئت القاعة الاحتفالية الكبيرة التي بُنيت حديثًا وسُمِّيت باسم الملك (قاعة فلاديسلاف) بواسطة صف من النوافذ المستطيلة الكبيرة والتي اعتبرت أقدم العناصر المعمارية لعصر النهضة في براغ. أحدهما يحمل تاريخ 1493. صمَّم المهندس المعماري بنديكت ريجيت قاعة فلاديسلاف وبنى فيما بعد أيضًا جناح لويس للقصر الملكي (1503-1509 )، والذي يعتبر أقدم مبنى سكنيًا في عصر النهضة في بوهيميا، لكن الأسقف كانت مصممة على الطراز القوطي.
ظل الطراز القوطي هو النمط الرائد في بوهيميا في عهد سلالة جاجيلون (1471-1526 )، لكنه بدأ يختلط بشكل متزايد مع عناصر عصر النهضة. غالبًا ما تسمى هذه المرحلة من العمارة التشيكية باسم القوطية، لكنها تُعتبر أيضًا المرحلة الأولى من طراز عصر النهضة في بوهيميا.

### فترة هابسبورغ
جاء التأثير المباشر لعمارة النهضة الإيطالية بعد انضمام فرديناند الأول (إمبراطور روماني مُقدَّس) من هابسبورغ إلى العرش البوهيمي. بنى فرديناند بين عاميّ 1538-1563  القصر الملكي الصيفي (المعروف أيضًا باسم بلفيدير)، والذي يقع في الحديقة الملكية التي أُنشئت حديثًا في قلعة براغ. يعتبر القصر الصيفي مع زخارفه المريحة والأروقة في الطابق السفلي التي تدعم الشرفة الكبيرة عينة من أنقى النماذج من فن العمارة الإيطالية في عصر النهضة شمال جبال الألب، مع الأخذ بعين الاعتبار عدم وجود أي نموذج مباشر في إيطاليا. بُني قصر صيفي آخر (قصر المتعة) للعائلة المالكة في عهده في الفترة ما بين 1555-1558، بالقرب من براغ على شكل نجمة، يُطلق عليه اسم القصر الصيفي على الجبل الأبيض (باللغة التشيكية: letohrádek Hvězda) وصُمّم من قبل ابن الملك فرديناند الثاني، دوق النمسا.
كان أبرز مهندسي عصر النهضة العاملين في البلاط الملكي والإمبراطوري في قلعة براغ: باولو ديلا ستيلا وبونيفاك ولموت، وجيوفاني ماريا فيليبى.
كان تحول مدينة براغ التي تعود إلى القرون الوسطى إلى مدينة عصر النهضة السريع نتيجة الحريق الكبير في مدينة مالا سترانا وهرادشاني وقلعة براغ في عام 1541. أعيد بناء العديد من المنازل الحضرية بعد الحريق على شكل مساكن أرستقراطية، مثل: قصر شفارتسنبرغ وقصر المارتينيك وقصر أمراء هراديك.
انتقل النبلاء الدارسين للعلوم الإنسانية في القرن السادس عشر، من القلاع القوطية غير المريحة إلى قصور عصر النهضة الفسيحة التي بُنيت حديثًا مع ساحات الممرات الأنيقة والحدائق المرتبة هندسيًا والنوافير والتماثيل. ظهرت مباني عدة لأغراضٍ ترفيهيةٍ إذ كان التركيز على وسائل الراحة كبيرًا، (على سبيل المثال: قاعات ألعاب الكرة والمنازل الصيفية). أهم قصور عصر النهضة التشيكية هي: قلعة تشيسكي كروملوف، يندريخوف هرادتس، قلعة جبل كونيتيس، هورشوفسكي تين، فريدلانت، فيلكي لوسيني، بيناتكي ناد جيزيرو، بينيشوف ناد بلوينيتش، مورافسكا تيبوفا.
تشتهر المدن التالية بفن العمارة الحضري لعصر النهضة: تشيسكي كروملوف، تيلتش، نوفي مستو ناد ميتوجي، باردوبيتسه، يندريخوف هرادتس، خروديم، براخاتيتسه. بُنيت أيضًا العديد من قاعات المدينة على طراز عصر النهضة: ليتوميريتسه، نيمبورك، بروستيوف، ستريبرو، بلزن، هرادشاني، مالا سترانا.
أصبح المهندسون المعماريون والبنائون والفنانون الإيطاليون خلال القرن السادس عشر، يتمتعون بشعبيةٍ كبيرةٍ أثناء السلطة الإمبراطورية البوهيمية. وكان أولريكو أوستالي وبالدسار ماغي مهمين جدًا في بوهيميا.
أصبحت مدينة براغ واحدةً من أهم المراكز الأوروبية لفن عصر النهضة المتأخرة (ما يسمى بالنهجية الشمالية). خلال عهد الإمبراطور الروماني المقدس والملك البوهيمي رودولف الثاني. أعاد المهندس المعماري الإيطالي جيوفاني ماريا فيليبي بناء القصر الملكي الجديد في قلعة براغ. لكن لسوء الحظ، لم يُحتفظ إلا بأجزاء منه فقط (بوابة ماتياس، القاعة الإسبانية). بنى رودولف أيضًا كنيسة القديس روشو في هرادشاني بالقرب من دير ستراهوف. من الأبنية المهمة جدًا خلال عصر النهضة: كنيسة كليمينتينوم الإيطالية في مدينة براغ القديمة.

## العمارة المقدسة
كان وضع مؤسسات الكنيسة ضعيفًا جدًا في بوهيميا نتيجة للإصلاح البوهيمي خلال فترة عصر النهضة. إذ دُمِّر العديد من الأديرة وفُقدت محتوياتها خلال حروب الهوسيين (الحروب الصليبية) (1419–1434 ). أصبح منصب رئيس أساقفة براغ خاليًا حتى عام 1561، ولم يعد أسقف يتوميسل موجودًا. لم تمتلك مؤسسات الكنيسة في بوهيميا موارد كافية لتمويل بناء مبانٍ دينية جديدة حتى القرن السابع عشر. ولذلك، تعد الهندسة المعمارية المقدسة في عصر النهضة أندر من الهندسة المعمارية القوطية أو الباروكية في بوهيميا. كانت الهندسة المعمارية للأديرة نادرة أيضًا إلى حد ما خلال عصر النهضة في بوهيميا ومورافيا. إذ أن معظم الكنائس التي بنيت حديثًا خلال القرن السادس عشر كانت تحت رعاية العائلات النبيلة والبلديات والمحكمة الملكية. كانت الكنائس في عصر النهضة التشيكية مستوحاةً من العمارة القوطية المقدسة. وأصبحت الأشكال القوطية أكثر تعبيراً عن القدسية خلال القرن السادس عشر. جمعت كنائس عصر النهضة ما بين هندسة عصر النهضة وبعض العناصر القوطية.
تميزت كنيسة النهضة اللوثرية للمسيح المخلص في مدينة براغ القديمة المبنية في عام 1610 بخطة أرضية تقليدية إذ استخدمت آثارًا حجرية في بناء النوافذ التي لا تشبه النوافذ القوطية في جوانب أخرى. بنيت الكنيسة الكاثوليكية للقديس روشو بين عاميّ 1602-1612  على أساس مخططات أرضية غير تقليدية.

## معرض صور

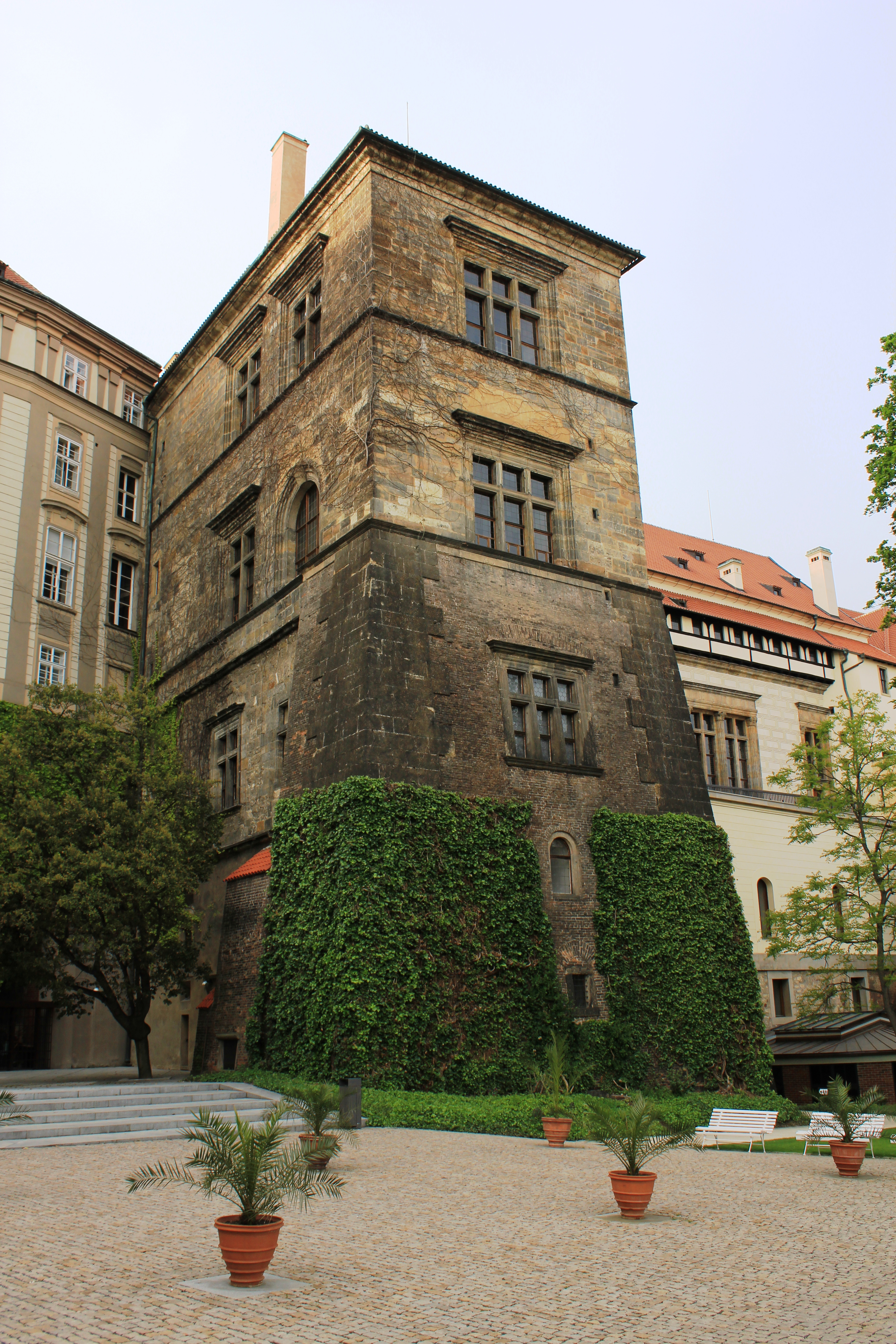
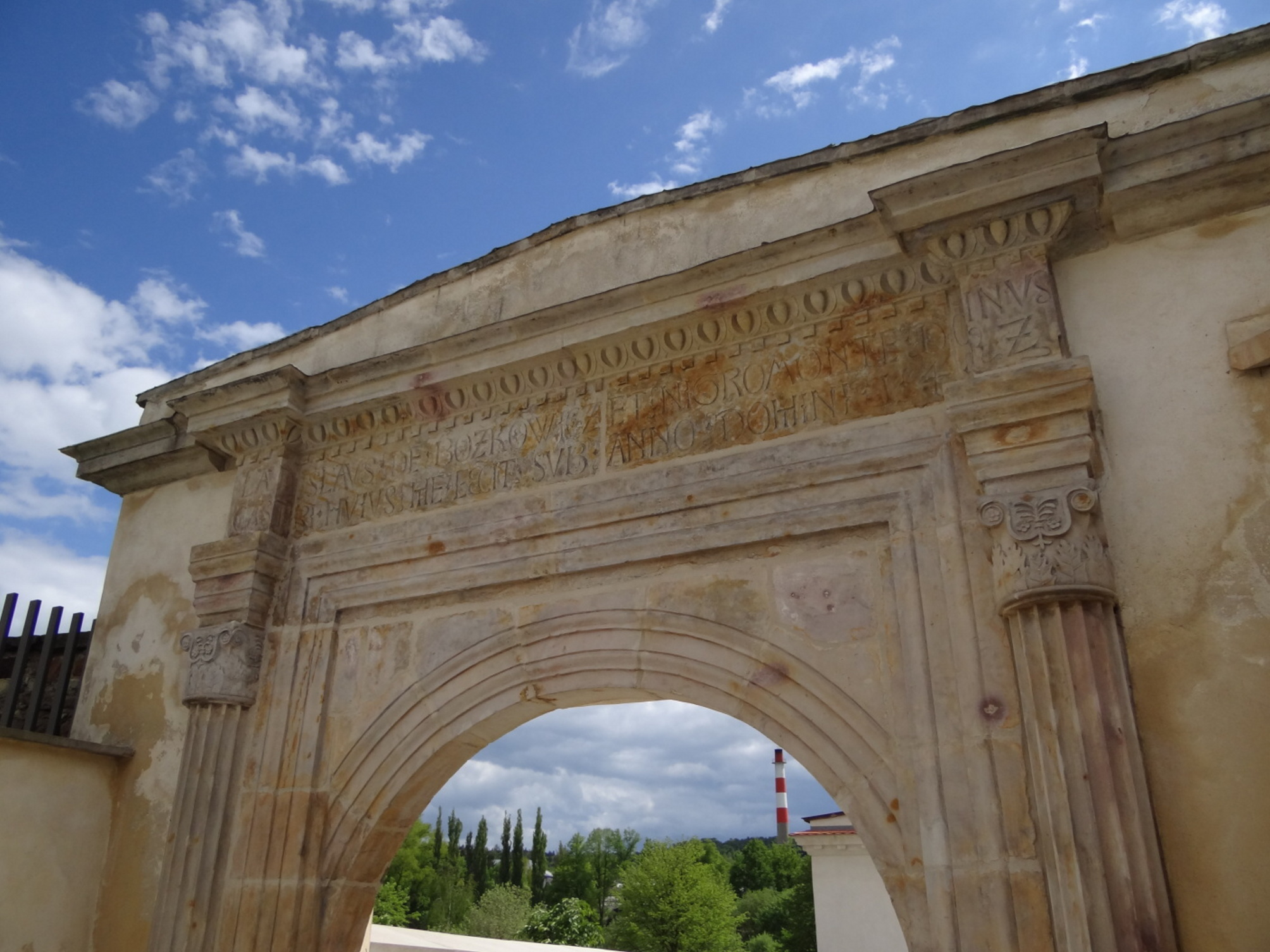
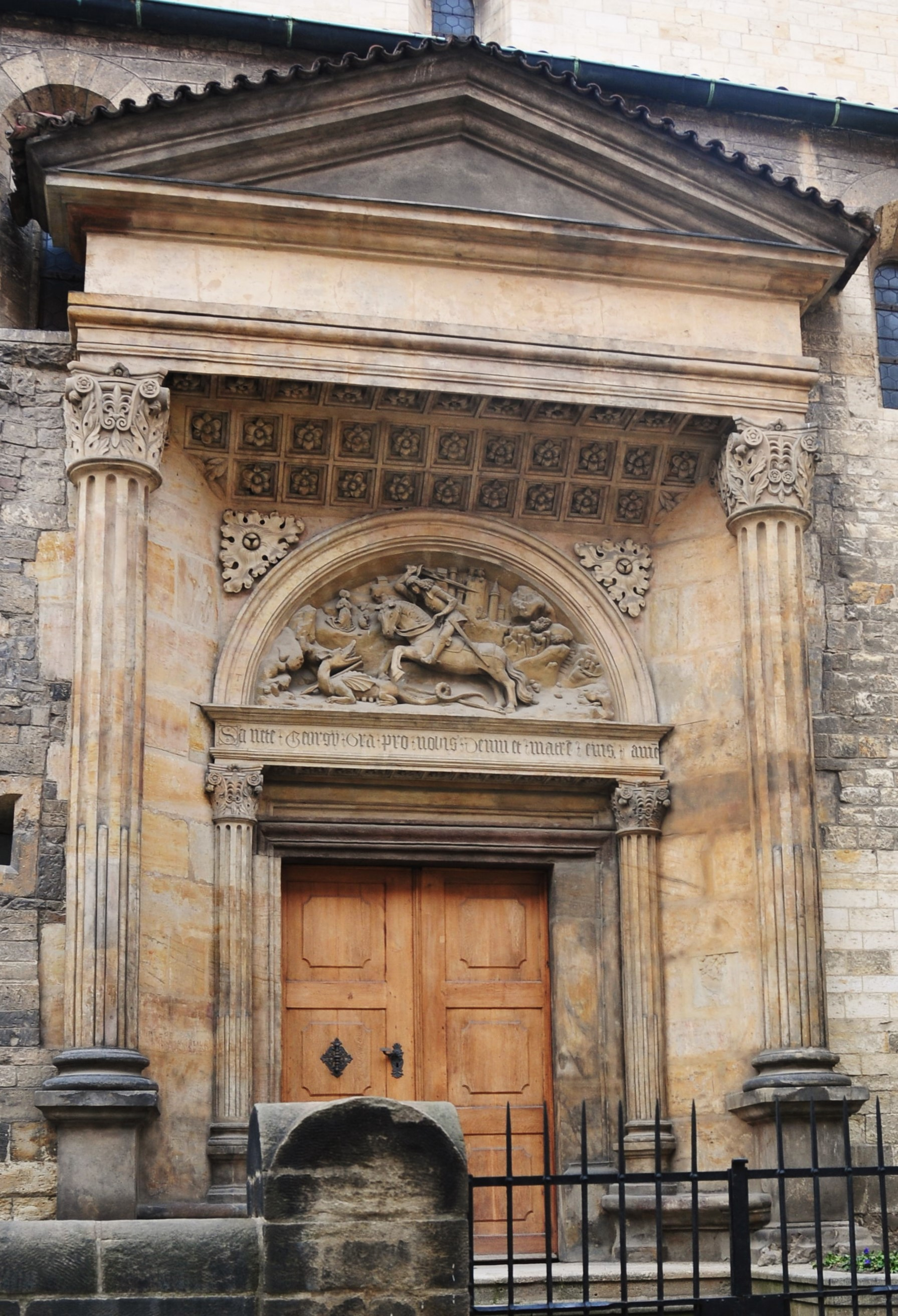
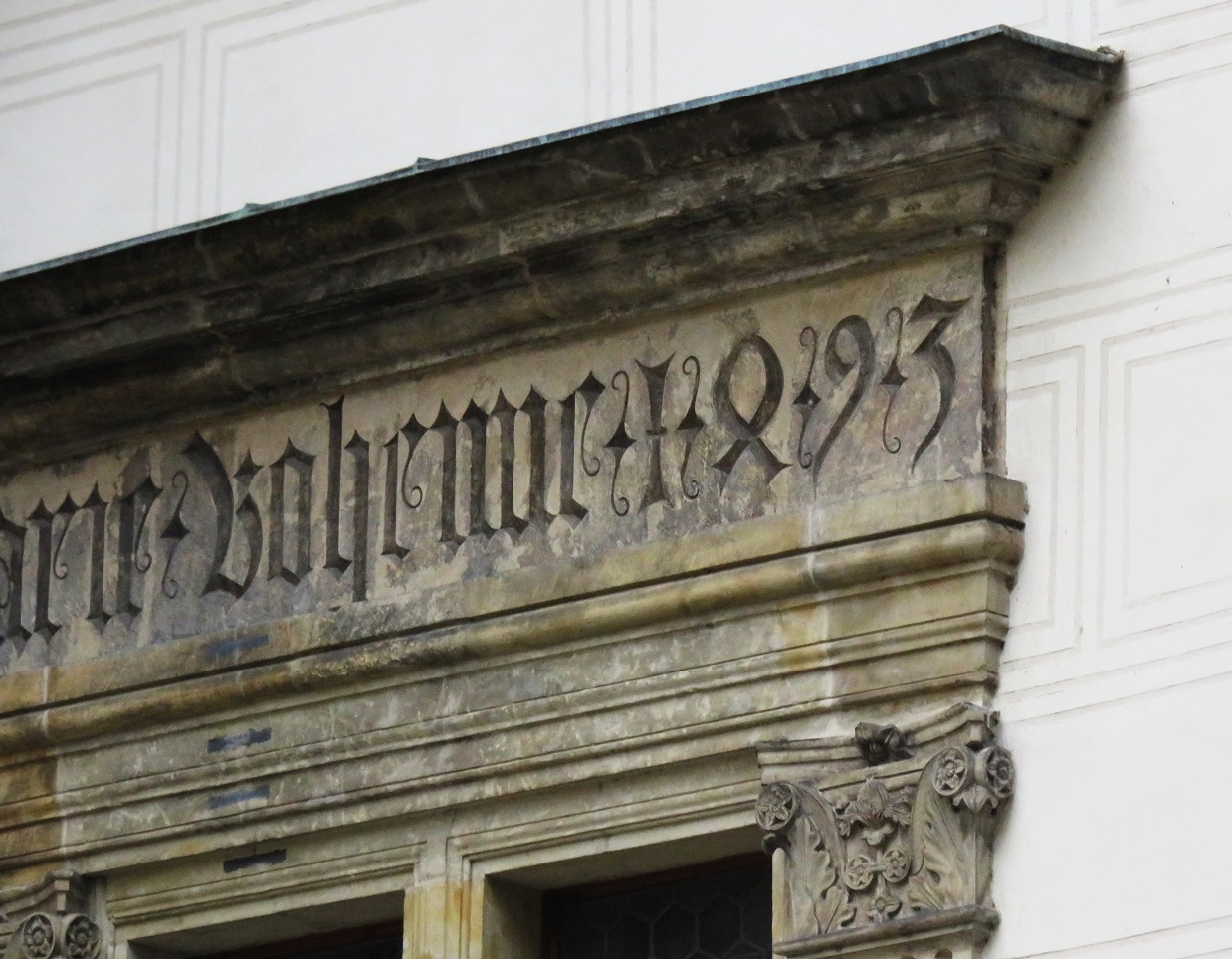
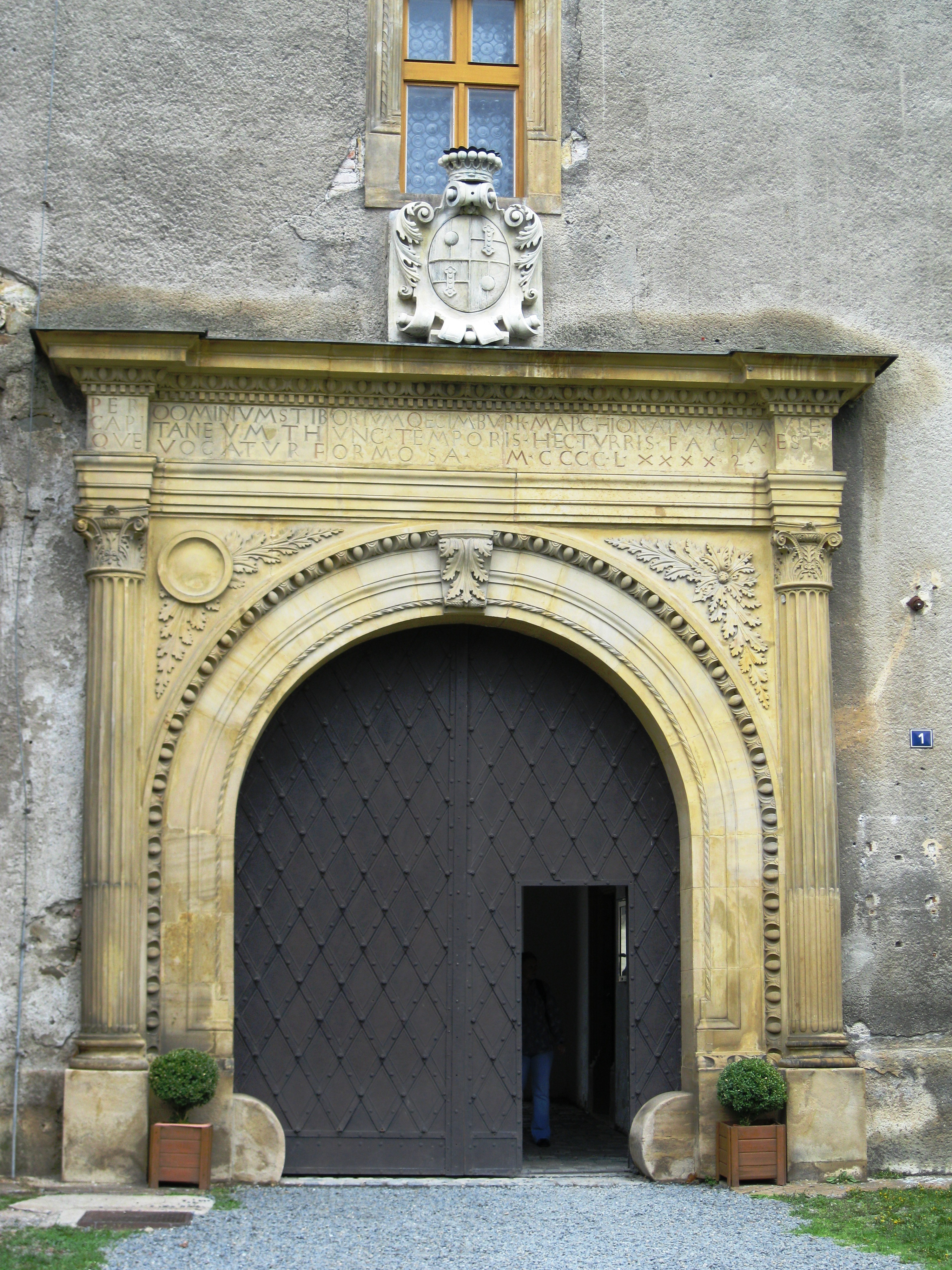